# Kristaq Dhamo
Kristaq Dhamo, född den 20 april 1933 i Fier, Albanien, död den 14 augusti 2022, var en albansk skådespelare och filmregissör.